# Renate Neubäumer
Renate Neubäumer (* 1952) ist eine deutsche Ökonomin und Professorin für Volkswirtschaftslehre an der Universität Koblenz-Landau, Campus Landau.

## Leben
Neubäumer legte das Abitur an der Karl-Rehbein-Schule in Hanau ab, das sie als Jahrgangsbeste 1971 verließ; anschließend studierte sie bis 1976 Volkswirtschaftslehre und bis 1978 Wirtschaftspädagogik an der Johann-Wolfgang-Goethe-Universität Frankfurt. Diese Studiengänge schloss sie mit dem Prädikatsexamen (beste Abschlüsse) ab. Dort promovierte (1984) und habilitierte (1997) sie sich im Fach Volkswirtschaftslehre. Von 1976 bis 1981 war Neubäumer Wissenschaftliche Mitarbeiterin an der Johann-Wolfgang-Goethe-Universität Frankfurt. Nach ihrer Promotion 1984 war sie nach einer Tätigkeit als Wissenschaftliche Referentin (1982 bis 1984) in der Volkswirtschaftlichen Abteilung in der Zentrale der Deutschen Bank AG in Frankfurt als Professorin für Volkswirtschaftslehre und Statistik an der Fachhochschule Worms (1984 bis 1992) und als Professorin für Volkswirtschaftslehre an der Akademie der Arbeit an der Universität Frankfurt (1992 bis 2004) und Universität Koblenz-Landau (seit 2004, ab 2017 im Ruhestand) tätig.

## Forschungsschwerpunkte
Ihre Forschungsschwerpunkte und Interessen liegen im Bereich der Arbeitsmarkttheorie und -politik (insbes. Evaluation aktiver Arbeitsmarktpolitik), der Internationalen Arbeitsmarktvergleiche, der Bildungsökonomie (insbes. Duale Berufsausbildung und betriebliche Weiterbildung) und der Finanz- und Eurokrise.